# HMS Taku (N38)
Pour les articles homonymes, voir Taku.
Le HMS Taku (pennant number : N38) est un sous-marin de la classe T en service dans la Royal Navy. Construit au chantier naval Cammell Laird à Birkenhead, il est lancé le 20 mai 1939 et mis en service le 3 octobre 1940.

## Conception
Les sous-marins de la classe S se sont avérés trop petits pour des opérations lointaines. Il fallut mettre en chantier la classe T, également très réussie, qui avait 21 mètres de longueur en plus et un déplacement de 1 000 tonnes. Alors que les bâtiments de la classe S avaient seulement six tubes lance-torpilles d'étrave, ceux de la classe T en avaient huit, dont deux dans un bulbe d'étrave, plus deux autres dans la partie mince de la coque au milieu du navire.

## Engagements
Le HMS Taku servit dans les eaux territoriales britanniques et en mer Méditerranée. En avril 1940, il confond le HMS Ashanti avec un destroyer allemand et tire sur lui plusieurs torpilles, qui manquent toutes leur cible. Durant une attaque sur un convoi allemand en mai 1940, il a endommagé le torpilleur allemand Möwe, et en novembre, il a mené une attaque ratée sur le pétrolier allemand Gedania.
Affecté en Méditerranée en 1941, il a remporté de nombreuses victoires, dont les navires marchands italiens Cagliari et Silvio Scaroni, le cargo mixte (fret et passagers) italien Caldea, le transport de munitions allemand Tilly L. M. Russ, le dragueur de mines auxiliaire italien Vincenso P., les pétroliers italiens Arca et Delfin, les voiliers grecs Niki et Lora, et un petit navire non identifié. Il a également attaqué, mais n’a pas touché le navire marchand allemand Menes et le pétrolier italien Cerere.
Réaffecté au large des côtes scandinaves en 1944, le HMS Taku coule les navires marchands allemands Rheinhausen et Hans Bornhofen, et il endommage gravement le cargo allemand Harm Fritzen. En mars 1944, il attaque un convoi, mais a raté sa cible, le transport de la Kriegsmarine (ex-norvégien) Moshill.
Le HMS Taku a heurté une mine en avril 1944 et a été endommagé. Après la fin de la guerre, il a été vendu à la ferraille en novembre 1946 et démoli à Llanelly, au Sud du Pays de Galles.